# 2013 en informatique
2012 en informatique - 2013 - 2014 en informatique
Cet article présente les faits marquants de l'année 2013 en informatique.

## Événements
- Belkin achète Linksys à Cisco[1]
- Microsoft rachète le fabricant finlandais Nokia[2]
- BlackBerry, le constructeur téléphonique Canadien est racheté à hauteur de 4.7 milliards de dollars par l'un de ses investisseurs Fairfax[3]

## Normes
- OpenCL 2.0 en novembre[4]

## Logiciel
- LibreOffice 4.0 le 7 février, LibreOffice 4.1 sort en août.
- Mozilla Firefox 20 est sorti le 11 avril
- Internet Explorer 11 est sorti le 17 octobre

### Système d'exploitation
- Windows
  - Windows 8.1, première mise à jour majeure du système est dévoilée au cours du mois d'août pour être publiée en avril 2014.
- Mac OS X 10.9 est sorti le 22 octobre 2013
- BSD
  - FreeBSD est sorti en version :
    - la 9.1 est sortie le 31 décembre 2012

  - OpenBSD est sorti en version :
    - 5.3 le 1 mai

  - NetBSD est sorti en version :
    - 6.1 le 18 mai

  - PCBSD est sorti en version :
    - 9.1

  - DragonFly BSD
    - 3.4 le 29 avril
- Noyau Linux :
  - 3.8 le 18 février
  - 3.9 le 29 avril
  - 3.10 le 30 juin
  - 3.11 le 2 septembre
  - 3.12 début novembre
- Distribution Linux :
  - Debian
    - 7.0 le 5 mai

  - Fedora
    - 18 le 15 janvier
    - 19 le 2 juillet
    - 20 le 17 décembre
    - Le projet Fedora fête ses vingt ans avec la sortie de la version 20.

  - Mageia
    - 3 le 19 mai

  - OpenSUSE
    - 12.3
    - 13.1, publié en novembre

  - Ubuntu
    - 13.04 en avril
    - 13.10 en octobre

  - Mint
    - 15 en mai

#### Environnements de bureau
- KDE
  - 4.10 le 6 février
  - 4.11 le 14 août
  - 4.12 le 18 décembre.

Les cycles de publication de KDE sont bousculés en 2013 pour assurer la publication de KDE Frameworks (en).
- GNOME
  - 3.8 le 27 mars
  - 3.10 est sorti le 25 septembre

## Matériel
- Processeurs :
  - Intel sort des processeurs Haswell ;
  - AMD sort des processeurs gravés en 28 nm (voir AMD Fusion) ;
  - AMD sort des processeurs Jaguar.